# Głuszkowo
Głuszkowo (dawniej: niem. Holzkathen) – osada w Polsce położona w województwie zachodniopomorskim, w powiecie świdwińskim, w gminie Świdwin.